# Echoverleihung 2003
Der 12. Echo wurde am 15. Februar 2003 in Berlin im ICC vergeben. Etwa 4000 Prominente und Zuschauer waren im Studio und 6,3 Millionen Menschen verfolgten die Verleihung von zu Hause.
Dieses Jahr kamen die Kategorien Deutschsprachiger Schlager und Volkstümliche Musik dazu während die Kategorien Medienmann/frau des Jahres und Dance Act International nicht mehr ausgezeichnet wurden. Insgesamt wurde der Echo in 28 Kategorien vergeben. Robbie Williams sorgte mit seinem Song Feel für den Auftritt des Abends.
Durch die Show führten Frauke Ludowig und Oliver Geissen.

## Künstler National – Rock/Pop
Herbert Grönemeyer
- Laith Al-Deen
- Reinhard Mey
- Xavier Naidoo
- Westernhagen

## Künstler International – Rock/Pop
Robbie Williams
- Elvis
- Enrique Iglesias
- Lenny Kravitz
- Bruce Springsteen

## Künstlerin National – Rock/Pop
Nena
- Jeanette
- Joy Denalane
- Sarah Connor
- Sandra

## Künstlerin International – Rock/Pop
Shakira
- Anastacia
- Céline Dion
- Alanis Morissette
- Pink

## Gruppe National – Rock/Pop
Die Toten Hosen
- Böhse Onkelz
- Bro’Sis
- No Angels
- Wonderwall

## Gruppe International – Rock/Pop
Red Hot Chili Peppers
- Bon Jovi
- Lighthouse Family
- Nickelback
- Rolling Stones

## Künstler/Künstlerin/Gruppe deutschsprachiger Schlager
Andrea Berg
- Die Flippers
- Michelle
- Wolfgang Petry
- Matthias Reim

## Künstler/Künstlerin/Gruppe Volkstümliche Musik
Kastelruther Spatzen
- Hansi Hinterseer
- Oswald Sattler
- Stefanie Hertel

## Nationale Rock-Pop Single
Herbert Grönemeyer – Mensch
- Ben feat. Gim – Engel
- Die Gerd Show – Der Steuersong (Las Kanzlern)
- No Angels – Something About Us
- Wonderwall – Just More

## Internationale Rock-Pop Single
Las Ketchup – The Ketchup Song (Aserejé)
- Eminem – Without Me
- Nelly feat. Kelly Rowland – Dilemma
- Shakira – Whenever, Wherever
- Tiziano Ferro – Perdono

## Nationaler Dance-Act
Scooter – Nessaja
- Aquagen – Hard to Say I’m Sorry
- Groove Coverage – Moonlight Shadow
- Mark ’Oh – Let This Party Never End
- Jan Wayne – Because the Night

## Internationaler Dance-Act
Mad’House – Like a Prayer
- DJ Sammy DP – Heaven
- Kosheen – Catch
- Panjabi MC – Mundian To Bach Ke
- Sylver – In Your Eyes

## Jazz
Norah Jones
- Till Brönner
- Pat Metheny Group
- De-Phazz
- Cassandra Wilson

## Nationaler Radio-Nachwuchs-Preis
Mellow Mark
- Ben
- Yvonne Catterfeld
- Joy Denalane
- Beatbetrieb

## Nationaler Nachwuchs-Preis der Deutschen Phono-Akademie
Wonderwall
- Ben
- Bro’Sis
- Joy Denalane
- Samajona

## Internationaler Nachwuchs-Preis
Avril Lavigne
- Shakira
- P.O.D.
- Ashanti
- Sophie Ellis-Bextor

## Nationaler Musik-Videoclip
No Angels – Something About Us
- Deichkind – Limit
- Herbert Grönemeyer – Mensch
- Westbam and Nena – Oldschool, Baby
- Xavier Naidoo – Bevor du gehst

## Künstler/Künstlerin/Gruppe HipHop National
Gentleman
- Die Firma
- J-Luv
- Kool Savas
- Massive Töne

## Künstler/Künstlerin/Gruppe HipHop International
Eminem
- Aaliyah
- Ashanti
- Method Man & Redman
- Nelly

## Künstler/Künstlerin/Gruppe National Alternative
Sportfreunde Stiller
- Deine Lakaien
- Die Happy
- H-Blockx
- Tocotronic

## Künstler/Künstlerin/Gruppe International Alternative Rock
P.O.D.
- Coldplay
- Korn
- Linkin Park
- Puddle of Mudd

## Künstler-Web-Page
- Rosenstolz
- De-Phazz
- Laith Al-Deen
- Reinhard Mey
- Wonderwall
- Bonfire

## Musik-Web-Page
amazon.de

## Mediamann oder Mediafrau
Radio Eins

## Handelspartner
Saturn Hamburg, Mönckebergstraße

## Marketingleistung für ein nationales Produkt
EMI / „Project Grönemeyer“

## Lebenswerk
Can

## Produzent/in
Alex Silva
- Axel Breitung
- Thorsten Brötzmann
- Uwe Fahrenkrog-Petersen
- Michael Herberger
- Max Herre
- Uwe Hoffmann
- Kay D. und Rob Tyger
- Michael Kersting / Stefan Baader
- Eugen Römer